# 深水彰彦
深水 彰彦（ふかみず あきひこ、1958年1月14日 - ）は日本で活動するミュージカル俳優である。兵庫県神戸市東灘区出身。劇団四季所属。

## 来歴
神戸の大学卒業後の1982年に劇団四季研究所へ19期生として入所する。同期入所には野村玲子などがいる。入団後は数多くの作品に出演し続けている。

## 主な出演

### 舞台
- キャッツ（マキャヴィティ、タンブルブルータス）
- ミュージカル李香蘭（1991年アンサンブル）
- 美女と野獣（ガストン、コッグスワース）
- ライオン・キング（スカー、ムファサ）
- コーラスライン（ザック）
- ミュージカル異国の丘（神田）
- 魔法をすてたマジョリン（タツロット）
- 夢から醒めた夢（2012年ヤクザ）
- サウンド・オブ・ミュージック（2013年トラップ大佐）
- マンマ・ミーア!（2013年ビル・オースティン）
- エルコスの祈り（2016年ストーン博士）
- アラジン (2021年ジャファー)

※括弧内の年は初出演年

### ラジオ
- まるまるかながわ（2013年4月8日[1]）